# Libertango

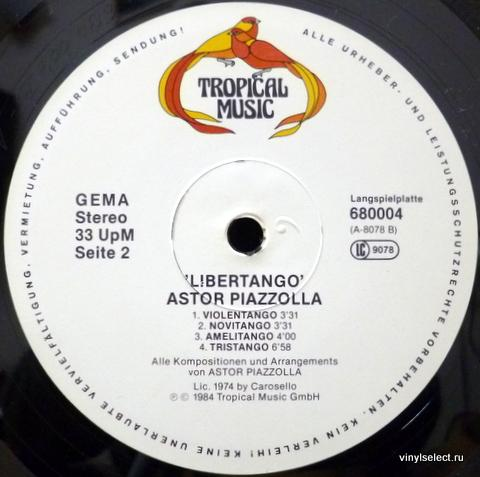
Nel 1984 la versione originale venne pubblicata anche in Germania

Libertango  è una composizione del bandoneonista e compositore argentino Astor Piazzolla, che segna la svolta "elettrica e rivoluzionaria" nella produzione del musicista. Registrata, come gli altri pezzi del long playing con lo stesso titolo presso gli studi "Mondial Sound" di Milano nel maggio 1974, sarà pubblicata lo stesso anno a strettissimo giro.
Il titolo è costituito dall'unione dei termini "libertad" e "Tango", e simboleggia il programmatico passaggio di Piazzolla dal tango tradizionale al Tango nuevo.
L'organico presente, formato per la quasi totalità da eccellenti musicisti italiani, vede la presenza di due fra i turnisti più richiesti del periodo come Pino Presti e Tullio De Piscopo, determinanti, con il loro contributo, alla svolta stilistica del compositore argentino.
È quindi il brano di punta dell'omonimo album, considerato come la "lettera di presentazione" di Piazzolla al pubblico europeo, per poi affermarsi a livello mondiale.

## Storia
Nell’Argentina di fine anni ’60, durante il regime nazionalista del Generale Onganía, le sperimentazioni di Astor Piazzolla diventano sinonimo di novità e rottura. Nel 1969, il grande successo di Balada para un loco, un po’ tango e un po’ valzer, aveva indignato quei tradizionalisti. Nel 1973, dopo un infarto si rifugiò in Italia: «me ne vado perché a Buenos Aires sono uno dei tanti disoccupati che riempiono le strade». Comincia così, con un esilio pieno di frustrazione. Rinchiuso nel loft romano di Via dei Coronari compone Libertango.

## Adattamenti cantati e altre versioni
Libertango vanta numerose versioni realizzate negli anni da altrettanti artisti, che ne hanno accresciuto la fortuna. Tra le canzoni inedite che ne hanno rispettato la struttura d'origine, fornendola di volta in volta di un nuovo testo, vanno ricordate quelle di Grace Jones (I've Seen That Face Before (Libertango)), del Jazz Mandolin Project (Jungle Tango), di Guy Marchand (Moi je suis Tango) e di Kati Kovács (Hívlak).
Il motivo è stato quindi registrato anche dal violoncellista Yo-Yo Ma nel suo album Soul of the Tango: The Music of Ástor Piazzolla (1997), da Al Di Meola (album The Grande Passion, 2000), e da Sharon Shannon, nel 2004. Anche Milva ha realizzato una versione cantata dal titolo I've Seen That Face Before
Parti della registrazione originale hanno invece fatto da colonna sonora a diversi spot pubblicitari televisivi, come ad esempio per il brandy "Vecchia Romagna", e per alcuni modelli della Casa automobilistica Volvo.
Nel 1988 il regista Roman Polanski ha inserito Libertango nel suo film Frantic.
Nel 1998 ha vinto a Hollywood il Grammy Award come Miglior Composizione Strumentale dell'anno.

## L'album
L'album Libertango è costituito da otto tracce, tutte composte e orchestrate dal bandoneonista.

## Musicisti

Astor Piazzolla e Pino Presti nel video Libertango 1974

- Astor Piazzolla: bandoneón, arrangiamento, direzione d'orchestra
- Felice Da Vià: pianoforte, organo Hammond
- Gianni Zilioli: organo Hammond, marimba
- Giuseppe Prestipino (Pino Presti): basso elettrico
- Tullio De Piscopo: batteria, percussioni
- Filippo Daccò: chitarra acustica ed elettrica
- Andrea Poggi: timpani, percussioni
- Marlaena Kessick: flauto contralto
- Hugo Heredia, Gianni Bedori: flauto soprano
- Umberto Benedetti Michelangeli: primo violino
- Elsa Parravicini: prima viola
- Paolo Salvi: primo violoncello

Produzione di Aldo Pagani
Tecnico del suono: Tonino Paolillo